# Éric Labelle
Éric Labelle (né le 3 mars 1981 à Hull, dans la province de Québec au Canada) est un joueur professionnel canadien de hockey sur glace.

## Carrière de joueur
Entre 1999 et 2001, il joue dans la Ligue de hockey junior majeur du Québec avec les Tigres de Victoriaville, les Foreurs de Val-d'Or et le Titan d'Acadie-Bathurst.
Il commence sa carrière professionnelle en 2001, alors qu’il joue avec les Ice Bats d'Austin de la Ligue centrale de hockey.
Il passe ensuite deux saisons avec les Inferno de Columbia de l'East Coast Hockey League.
Lors de la saison 2004-2005, il joue dans la Ligue américaine de hockey avec les Admirals de Milwaukee et les Grizzlies de l'Utah, puis avec les IceHogs de Rockford de la United Hockey League.
Par la suite, il retourne jouer une saison dans l'ECHL, avec les Stingrays de la Caroline du Sud.
À l’automne 2006, il revient au Canada et il se joint au Mission de Sorel-Tracy de la Ligue nord-américaine de hockey.
Il est ensuite échangé au Caron et Guay de Trois-Rivières.

## Statistiques
| Saison    | Équipe                          | Ligue |    | Saison régulière | Saison régulière | Saison régulière | Saison régulière | Saison régulière |   | Séries éliminatoires | Séries éliminatoires | Séries éliminatoires | Séries éliminatoires | Séries éliminatoires |
| Saison    | Équipe                          | Ligue | PJ | B                | A                | Pts              | Pun              | PJ               | B | A                    | Pts                  | Pun                  |                      |                      |
| 1999-2000 | Tigres de Victoriaville         | LHJMQ | 39 | 2                | 4                | 6                | 175              | -                | - | -                    | -                    | -                    |                      |                      |
| 1999-2000 | Foreurs de Val-d'Or             | LHJMQ | 21 | 2                | 0                | 2                | 160              | -                | - | -                    | -                    | -                    |                      |                      |
| 2000-2001 | Foreurs de Val-d'Or             | LHJMQ | 36 | 1                | 6                | 7                | 127              | -                | - | -                    | -                    | -                    |                      |                      |
| 2000-2001 | Titan d'Acadie-Bathurst         | LHJMQ | 29 | 3                | 2                | 5                | 77               | 17               | 0 | 0                    | 0                    | 37                   |                      |                      |
| 2001-2002 | Ice Bats d'Austin               | LCH   | 55 | 2                | 5                | 7                | 227              | 15               | 2 | 0                    | 2                    | 39                   |                      |                      |
| 2002-2003 | Inferno de Columbia             | ECHL  | 58 | 5                | 9                | 14               | 281              | 16               | 1 | 5                    | 6                    | 52                   |                      |                      |
| 2003-2004 | Inferno de Columbia             | ECHL  | 61 | 7                | 16               | 23               | 264              | 4                | 0 | 0                    | 0                    | 5                    |                      |                      |
| 2004-2005 | Admirals de Milwaukee           | LAH   | 2  | 0                | 0                | 0                | 14               | -                | - | -                    | -                    | -                    |                      |                      |
| 2004-2005 | Grizzlies de l'Utah             | LAH   | 14 | 2                | 1                | 3                | 56               | -                | - | -                    | -                    | -                    |                      |                      |
| 2004-2005 | IceHogs de Rockford             | UHL   | 67 | 10               | 7                | 17               | 390              | 11               | 1 | 1                    | 2                    | 64                   |                      |                      |
| 2005-2006 | Stingrays de la Caroline du Sud | ECHL  | 22 | 2                | 2                | 4                | 90               | 3                | 0 | 0                    | 0                    | 4                    |                      |                      |
| 2006-2007 | Mission de Sorel-Tracy          | LNAH  | 42 | 6                | 6                | 12               | 236              | 10               | 1 | 2                    | 3                    | 57                   |                      |                      |
| 2007-2008 | Mission de Sorel-Tracy          | LNAH  | 21 | 2                | 4                | 6                | 72               | -                | - | -                    | -                    | -                    |                      |                      |
| 2007-2008 | Caron et Guay de Trois-Rivières | LNAH  | 2  | 0                | 0                | 0                | 15               | -                | - | -                    | -                    | -                    |                      |                      |
| 2008-2009 | Caron et Guay de Trois-Rivières | LNAH  | 29 | 5                | 10               | 15               | 150              | 8                | 0 | 0                    | 0                    | 22                   |                      |                      |
| 2009-2010 | Caron et Guay de Trois-Rivières | LNAH  | 36 | 7                | 8                | 15               | 193              | 6                | 2 | 0                    | 2                    | 6                    |                      |                      |
| 2010-2011 | Caron et Guay de Trois-Rivières | LNAH  | 5  | 0                | 1                | 1                | 44               | 4                | 0 | 0                    | 0                    | 12                   |                      |                      |